# Idar-Oberstein
Idar-Oberstein er en by i bjergkæden Hunsrück i delstaten Rheinland-Pfalz i Tyskland. Den ligger i Landkreis Birkenfeld og er sammenvokset af de to byer Idar og Oberstein. Byen er kendt i hele Tyskland som smykkebyen (Die Schmuckstadt) for sin centrale plads i europæisk smykkeindustri og er også garnisonsby.
Universität Mainz driver et centralsygehus med høj ekspertise indenfor blandt andet knoglemarvstransplantation og hæmatologi. Fachhochschule Trier har oprettet et studium i smykkedesign, Europas eneste videnskabelige højskolestudium i faget.
Idar-Oberstein har 30.759 indbyggere (2009) og ligger på en skråning i den sydlige del af bjergkæden Hunsrück i 200-450 meters højde over havet. Floden Nahe har sit udspring her og løber gennem byen. Middeltemperaturen (1961-90) i juli er 16,9°C, mens temperaturerne i december, januar og februar ligger omkring frysepunktet .
I 1974 åbnede den tyske nationale ædelstensbørs (Deutsche Diamant- und Edelsteinsbörse e. V) i byen. Den er en af verdens 25 diamantbørser og var verdens første børs for omsætning af smykkeædelstene, da den åbnede.
Områdets vigtigste stenarter er agat, jaspis og bjergkrystal.

## Historie
Slottet Schloss Oberstein er fra 1325, og byen var et vigtigt militært støttepunkt. I senmiddelalderen blev den berømte Felsenkirche bygget ind i bjergsiden over byen på resterne af en borg, opført i 1482.
Både Idar og Oberstein fremtræder som vigtige byområder omkring 1790, og tilvirkingen af lokale ædelsten i smykker havde været vigtig i længere tid. Nær 1800 var smykkeindustrien i nedgang, der var til tider hungersnød i Hunsrück, og mange udvandrede. Flere af byens håndværkere emigrerede til Brasilien og slog sig op som ædelstensarbejdere der, og der blev senere importeret sten fra Brasilien til Idar-Oberstein.
I 1827 gjorde udvandrere fra Idar-Oberstein verdens hidtil største fund af ædelstenen agat, i Rio Grande do Sul i Brasilien, og importen af råædelsten herfra begyndte i 1834.
I næsten 200 år har skiftevis franske og tyske militærafdelinger været stationeret i Idar-Oberstein. Her har det tyske forsvars artilleriskole (Artillerieschule) ligget siden 1956.
Partierne CDU og SPD har på skift haft flertal i kommunen. Fra 1. marts 2007 har Bruno Zimmer (SPD) været borgmester.
Den amerikanske skuespiller Bruce Willis er æresborger og specialambassadør for Idar-Oberstein, hvori han også er født. Næstnestor i SPDs gruppe i Forbundsdagen (Bundestag), Elke Ferner, er født i Idar-Oberstein.

## Eksterne links
- Wikimedia Commons har flere filer relateret til Idar-Oberstein